# Loučky (Verneřice)
Loučky jsou vesnice, část města Verneřice v okrese Děčín v Ústeckém kraji. Nachází se asi tři kilometry východně od Verneřic. Loučky leží v katastrálním území Loučky u Verneřic o rozloze 7,4 km².

## Historie
První písemná zmínka o obci pochází z roku 1543.

## Obyvatelstvo
|                                                                    | 1869 | 1880 | 1890 | 1900 | 1910 | 1921 | 1930 | 1950 | 1961 | 1970 | 1980 | 1991 | 2001 | 2011 | 2021 |
| ------------------------------------------------------------------ | ---- | ---- | ---- | ---- | ---- | ---- | ---- | ---- | ---- | ---- | ---- | ---- | ---- | ---- | ---- |
| Obyvatelé                                                          | 830  | 838  | 755  | 729  | 653  | 604  | 589  | 222  | 164  | 118  | 100  | 72   | 62   | 68   | 89   |
| Domy                                                               | 147  | 147  | 141  | 140  | 130  | 127  | 129  | 109  | —    | 28   | 26   | 40   | 41   | 48   | 50   |
| Počet domů z roku 1961 je zahrnut v domech místní části Verneřice. |      |      |      |      |      |      |      |      |      |      |      |      |      |      |      |

## Obecní správa
Při sčítání lidu v letech 1869–1950 Loučky byly samostatnou obcí v okrese Děčín. Od roku 1957 jsou částí města Verneřice v okrese Děčín.

## Zajímavosti
- Na Bobřím potoce pod obcí je Bobří soutěska[8] – přírodní památka, erozní údolí a zpětná eroze v čedičovém tělese[9]

## Další fotografie

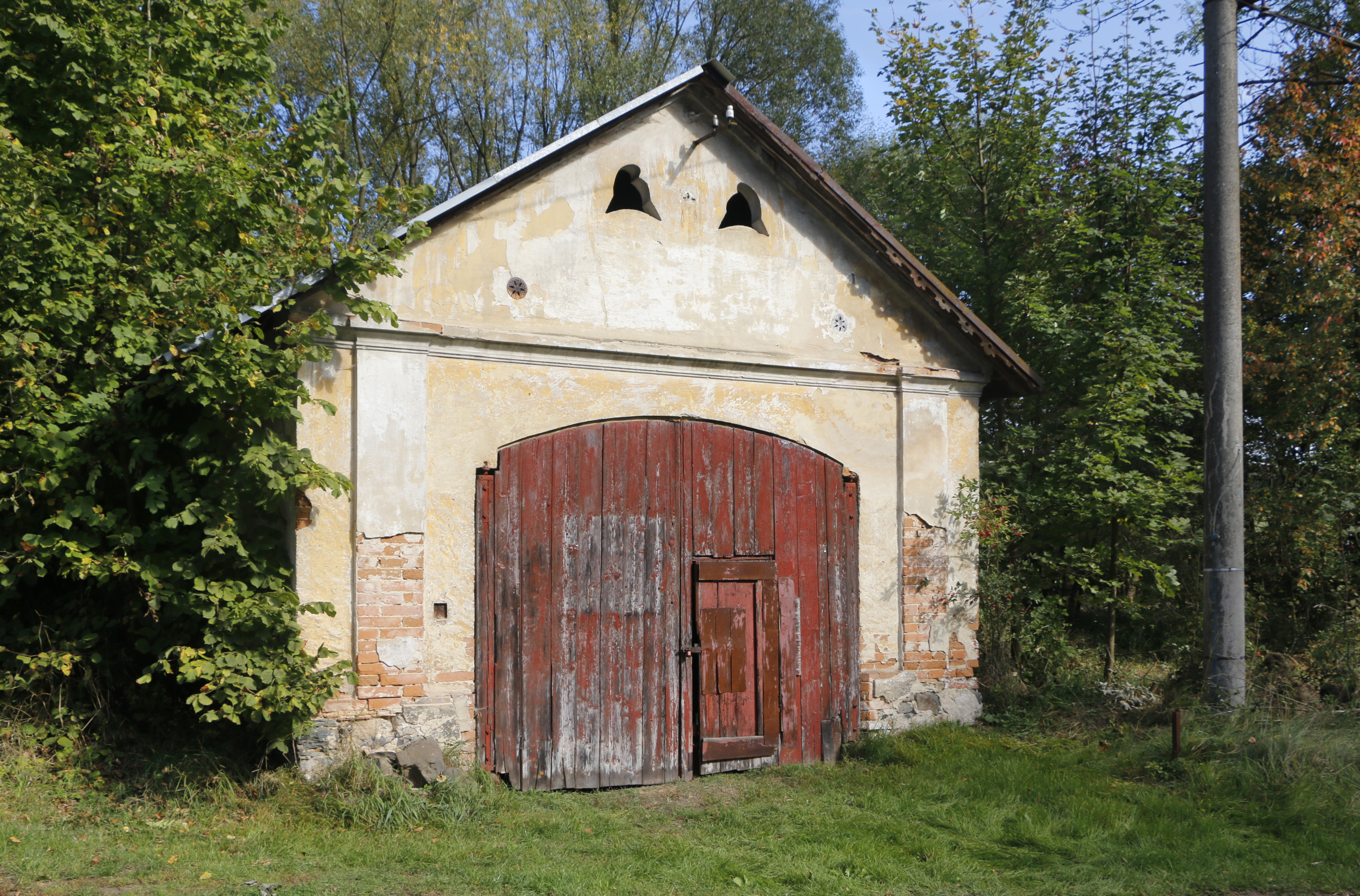
Bývalá hasičárna
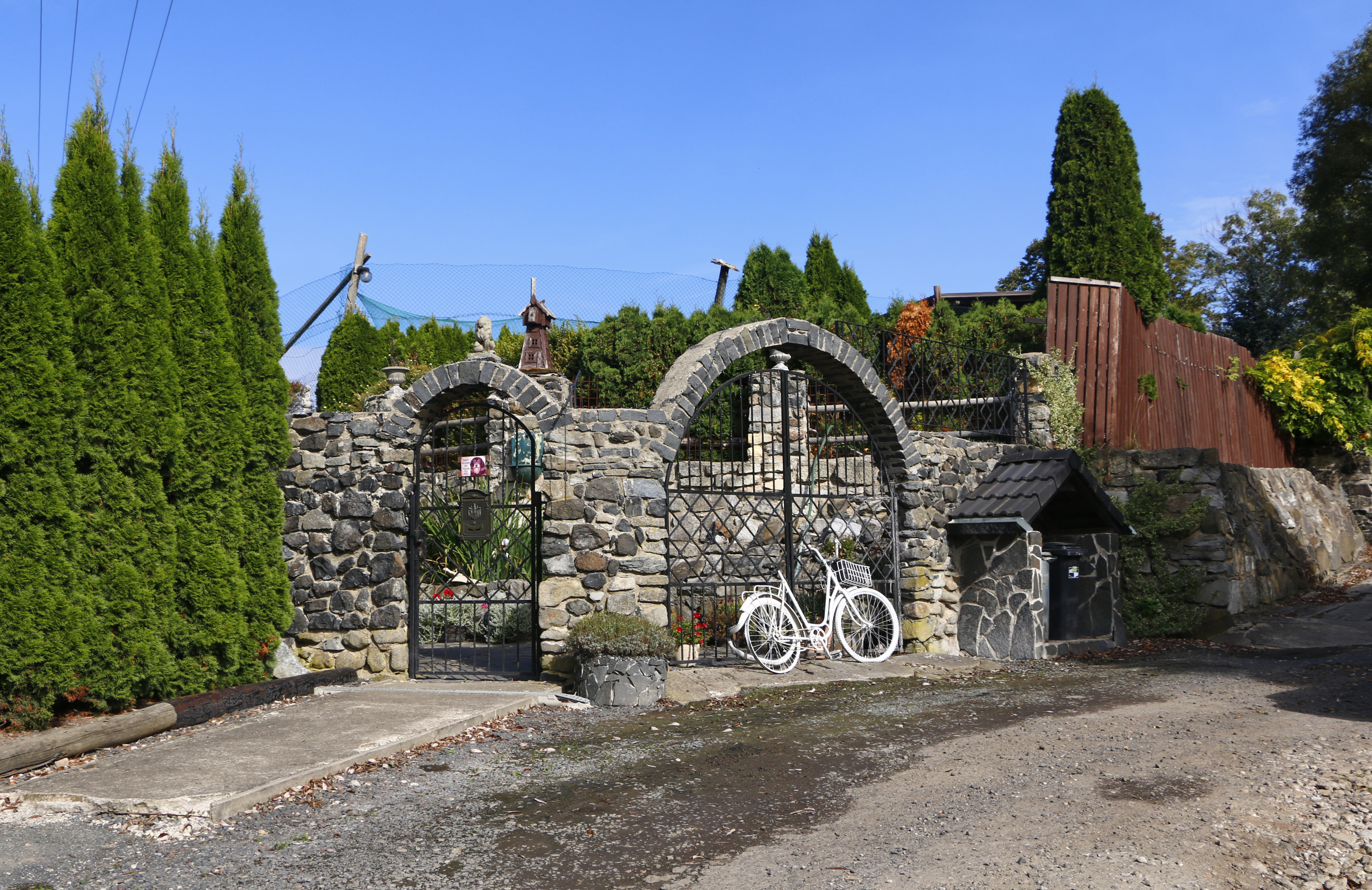
Brána domu čp. 113
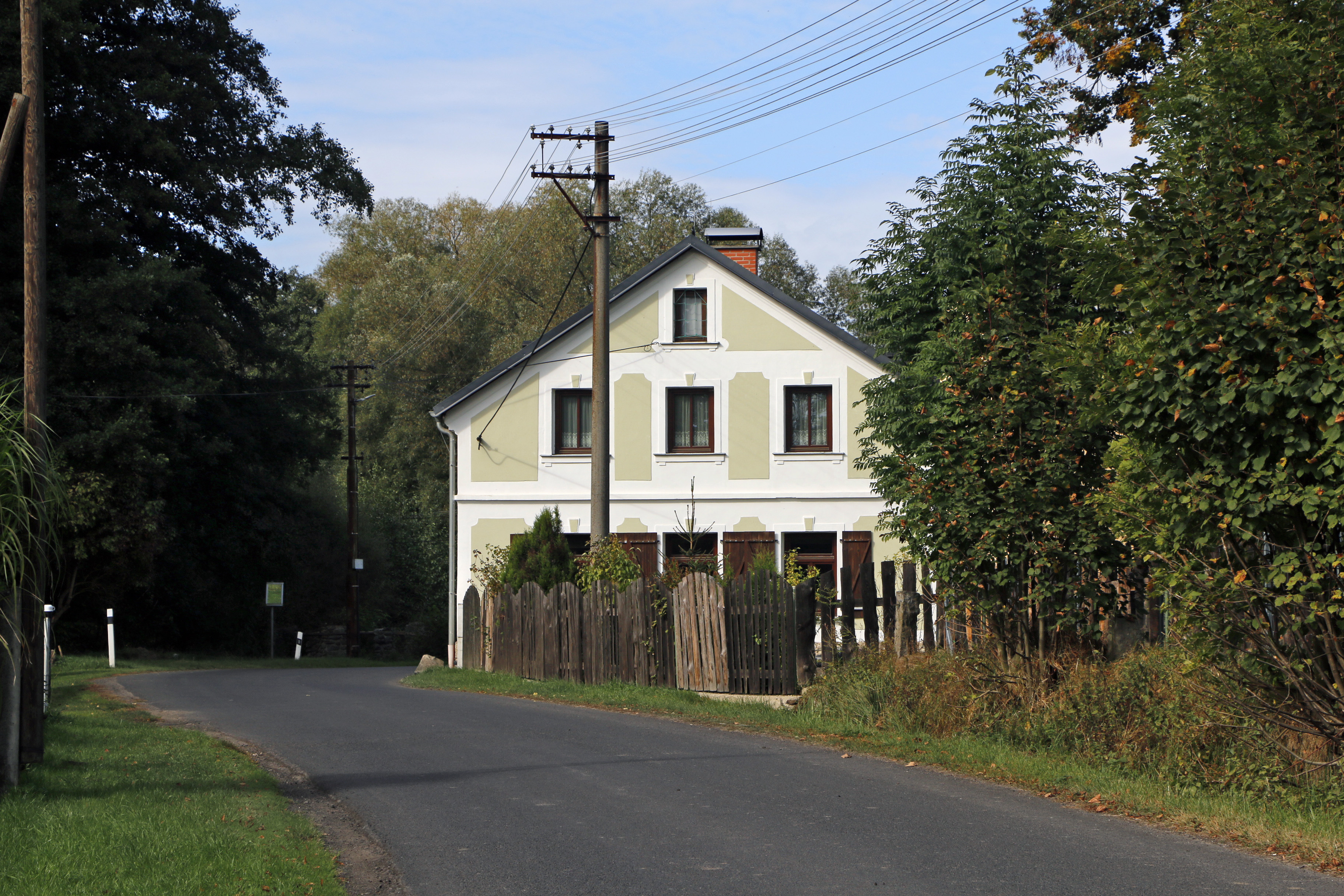
Hlavní silnice
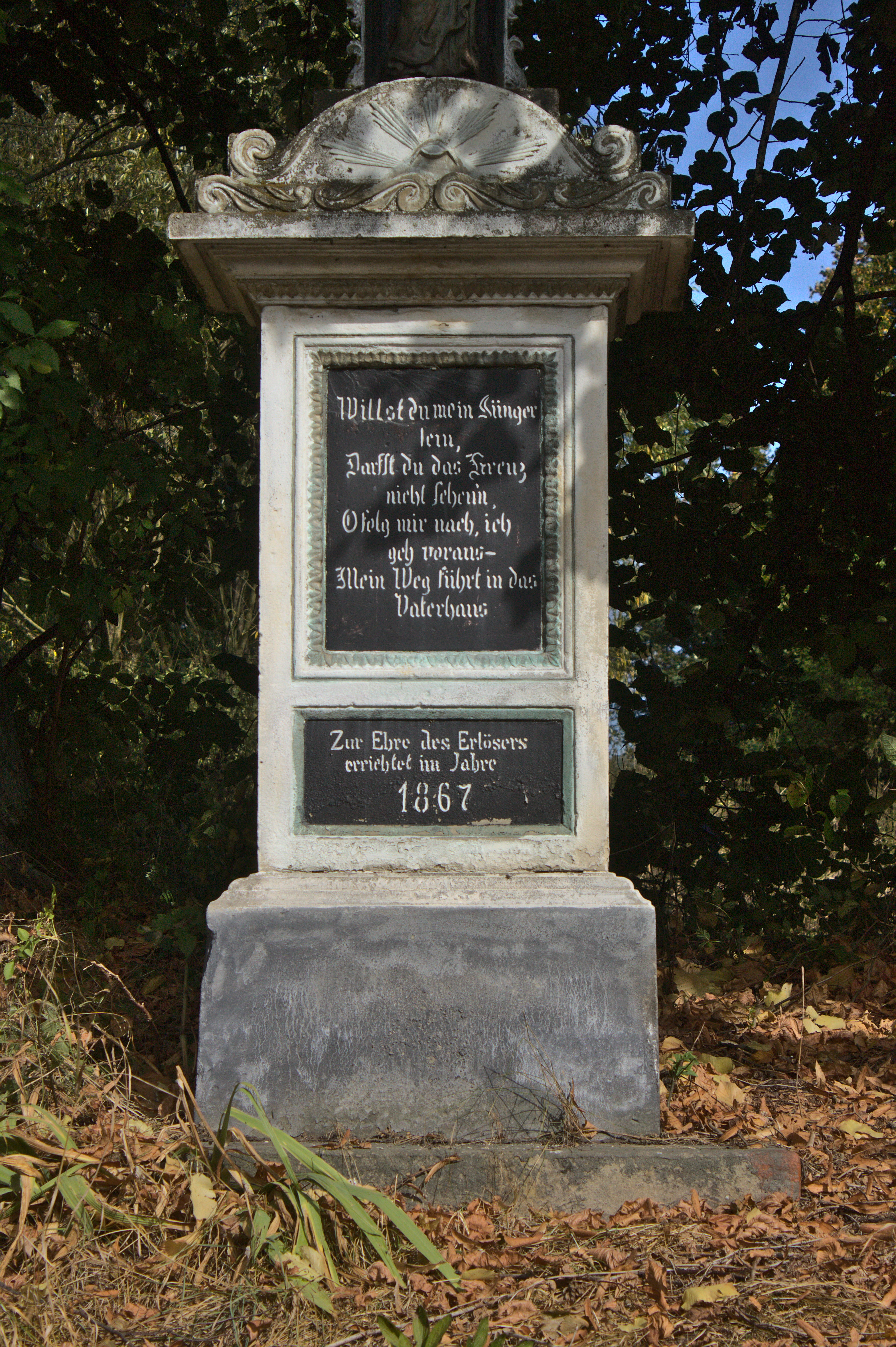
Křížek u silnice